# Margaret Taylor
Margaret Taylor (n. 21 septembrie 1788 - d. 14 august 1852) a fost soția lui Zachary Taylor, Președinte al Statelor Unite ale Americii. A fost Prima Doamnă a Statelor Unite ale Americii între 1849 și 1850.